# Rittergut Völkershausen

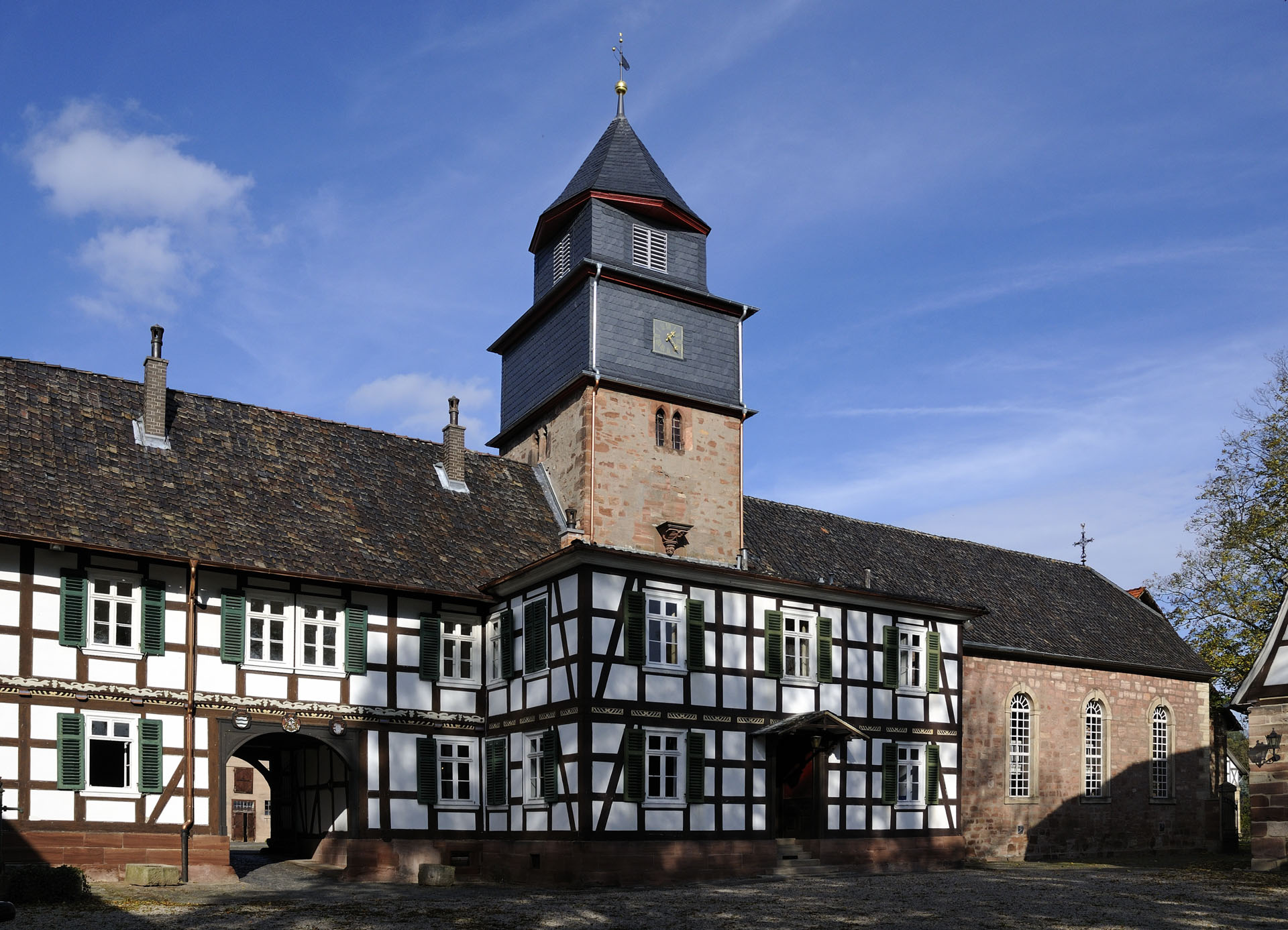
Herrenhaus mit Tordurchfahrt und drei bemalten Wappen im Portal, daneben die Kirche

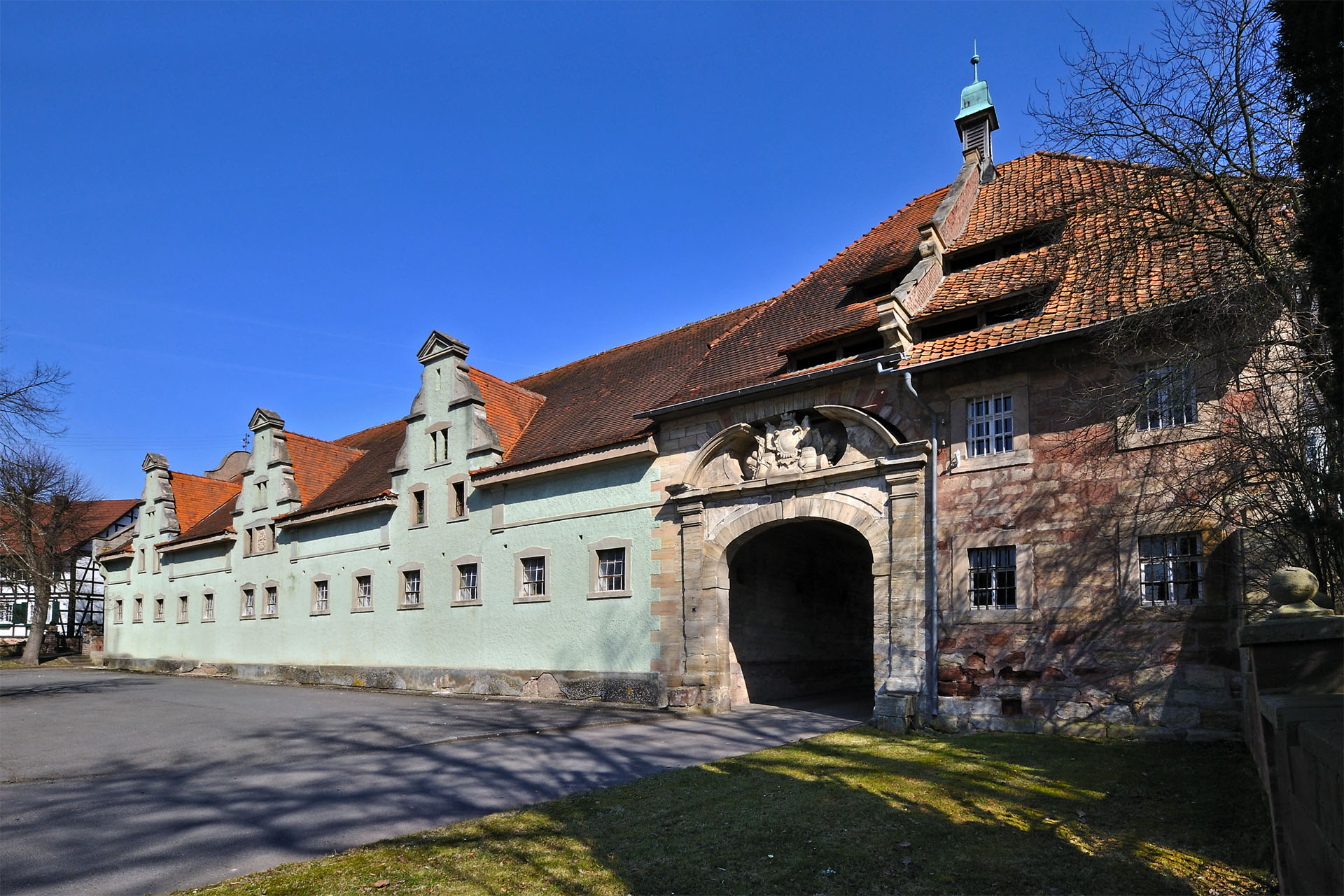
Stallungen und Torhaus

Die Rittergut Völkershausen ist ein denkmalgeschütztes Bauwerk in Völkershausen, einem Stadtteil von Wanfried im Werra-Meißner-Kreis in Hessen.

## Lage
Das Anwesen befindet sich am südöstlichen Ortsrand am nordwestlichen Ende eines nach Westen ausgreifenden Werrabogens, die hier zwischen Großburschla und Wanfried in nördlicher Richtung fließt. Völkershausen selbst liegt auf der linken Talseite, nach Westen an die Ausläufer des Schlierbachswaldes angrenzend. Das ehemalige Gelände des Anwesens wird nach Süden vom der Werra zufließenden Schlierbach begrenzt.

## Geschichte
Schon 874 soll mit Folcgershusun, Ort und Niederadelsgeschlecht derer von Völkershausen urkundlich sein; das Geschlecht bereits um 900 die Gerichtsbarkeit über mehrere Dörfer des Umlandes besessen haben. Dies wird heute als Fälschung in Urkunden des 10. Jahrhunderts angesehen. Gesichert urkundlich ist der Ort erst im 13. Jahrhundert.
Grundlage des Rittergutes war das sogenannte aus rotem Sandstein errichtete Rote Schloss, das als Nachfolger der westlich des Ortes in der Flur Alte Burg an der Einmündung des Petersgrabens in das Schlierbachtal gelegenen Burg Völkershausen, bereits im 14. Jahrhundert von den Herren zu Völkershausen erbaut wurde. Diese besaßen ihren Besitz später als hessisches Lehen. 1416 wurde der Besitz an Apel Appe verkauft. In den Wirren des Dreißigjährigen Krieges 1630 wurde das Schloss zerstört. An seiner Stelle das Rittergut wieder aufgebaut.
1650 erwarb Johann Leopold von Geyso das Gut. Er ließ Teile der Schlossanlage wieder aufbauen. 1722 wurde das Rittergut an Generalleutnant Wolf Dieter Freiherr von Verschuer (* 1676; † 1737) verkauft. Bis etwa 1730 wurde das Gut im Wesentlichen in seine heutige Form umgebaut. Aus dieser Zeit ist auch das erhaltene barocke Portal mit einem aus Sandstein gearbeiteten Wappen. Kanonen rechts und links des Wappens sollen auf den militärischen Stand des Erbauers verweisen.
Die bis 1729 erbaute Kirche steht wohl auf den Grundmauern des alten „Roten Schlosses“. Deutlich wird das an Umrissen eines großen Tores, das als Eingang zum „Roten Schloss“ anzunehmen ist. Unter dem Altarraum wurden Teile eine Apsis aus der Merowingerzeit gefunden. Ältere Wirtschaftsgebäude wurden durch die Stallungen aus rotem Sandstein ersetzt und das Rittergut zu einer großen rechteckigen Anlage ausgebaut, an dessen Südostende zur Werra hin das Fachwerk-Herrenhaus steht. Ab 1750 befand sich der Besitz in den Händen derer von Hattorf.
1798 kaufte Landgräfin Wilhelmine Luise von Hessen-Philippsthal-Barchfeld das Rittergut. Sie ließ das heutige Herrenhaus als klassizistischen Fachwerkbau mit Schmuckfassaden 1802 ausbauen, wie es heute in wesentlichen Zügen noch besteht. Sie ließ auch die gegenüberliegende Brennerei erbauen.

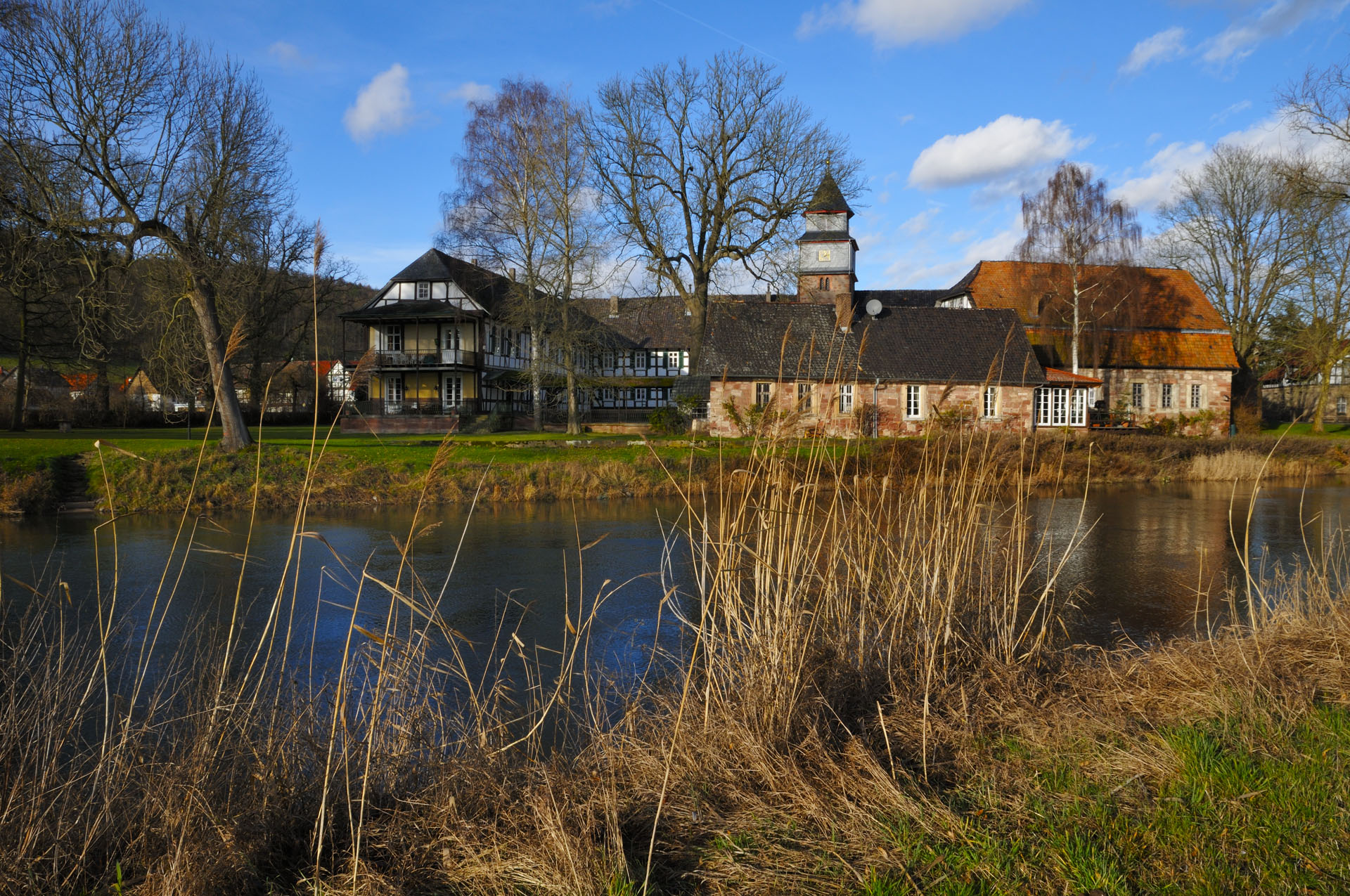
Blick auf das Gut von der anderen Werraseite aus. Links der nach Süden abknickende Teil des Herrenhauses mit dem Doppelbalkon.

1835 erwarb der letzte Kurfürst Friedrich Wilhelm I. von Hessen-Kassel Gut und Schloss und schenkte es seinem zweiten Sohn Prinz Moritz Philipp Heinrich von Hanau. Dieser musste die Anlage, vermutlich aus Geldgründen 1872 an die Herren von Gilsa verkaufen.
Otto Freiherr von und zu Gilsa gestaltete den zugehörigen Park zu einem Landschaftspark um und ließ ihn 1882 mit einer hohen Sandsteinmauer umgeben. Eine zweistöckige Veranda wurde südlich an das Herrenhaus mit Blick auf die Werra angebaut. Das nahe Wirtschaftsgebäude wurde zum Küchenhaus umgebaut und durch einen überdachten Gang mit dem Herrenhaus verbunden. So konnten die Speisen trocken zum Herrenhaus verbracht werden. Ein Sanitärtrakt mit Badezimmern, der sogenannte Neue Bau wurde 1880 an den Kirchturm angrenzend errichtet.
Der Großbrand von 1916 vernichtete große Teile des Wirtschaftsbereiches. Der aus Sandstein erbaute Marstall neben dem großen Eingangsportal war bis auf die Grundmauern und Teile der Außenmauer zerstört. Er wurde 1921/22 wieder aufgebaut und straßenseitig mit einer verputzten Fassade im Stil der Neurenaissance versehen. Die gegenüberliegende große Scheune wurde erhöht. Die Wirtschaftsgebäude in der nördlichen Ecke wurden zum größten Teil ebenfalls in geringfügig abgewandelter und angepasster Form wiederhergestellt.
Der letzte, unverheiratete Besitzer der Gilsas, Frederick (genannt Friedrich) Augustus William Freiherr von und zu Gilsa (* 15. Januar 1870 in Paddington, England, † 6. Februar 1953 in Völkershausen), vermachte das Gut 1953 seinem Neffen Hans-Egenolf Freiherr Roeder von Diersburg. Dieses Adelsgeschlecht stammt aus dem badischen Diersburg und war Ortenauer Uradel. 1986 ging es an seinen Sohn, Peter Freiherr Roeder von Diersburg, über.

## Beschreibung
Das Herrenhaus, ein doppelgeschossiges Fachwerkhaus, das bis an den Kirchturm der Kirche reicht, bildet mit ihr ein Bauensemble. Die Wirtschaftsgebäude stammen aus dem 19. und 20. Jahrhundert. Das Tor zum Wirtschaftshof hat einen gesprengten Giebel. In der Verlängerung des Herrenhauses nach Osten steht die aus einer mittelalterlichen Eigenkirche hervorgegangene Gutskirche, die zugleich Dorfkirche ist. Der spätgotische, quadratische Kirchturm aus Bruchsteinen im Westen erhielt 1880 einen schiefergedeckten Aufsatz, der die Turmuhr beherbergt. Darauf sitzt ein eingezogener, quadratischer, mit einem achtseitigen Zeltdach bedeckter Aufsatz für den Glockenstuhl. Der Innenraum des Kirchenschiffs hat im Osten und im Westen je eine Empore. Die Orgel wurde 1892 von den Gebrüdern Euler gebaut.
Etwa ab dem 18. Jahrhundert diente das Gut Marienhof dem Rittergut als Vorwerk.